# Hrvatsko
 Hrvatsko  falu Horvátországban, a Tengermellék-Hegyvidék megyében. Közigazgatásilag Delnicéhez tartozik.

## Fekvése
Fiumétól 31 km-re északkeletre, községközpontjától 17 km-re északnyugatra, a horvát Hegyvidék középső részén, a Kulpa jobb partján a szlovén határ mellett fekszik. A község legészakibb települése.

## Története
A településnek 1857-ben 121, 1910-ben 65 lakosa volt. A trianoni békeszerződésig Modrus-Fiume vármegye Delnicei járásához tartozott. 2011-ben 49 lakosa volt.

## Lakosság
| Lakosság változása | Lakosság változása | Lakosság változása | Lakosság változása | Lakosság változása | Lakosság változása | Lakosság változása | Lakosság változása | Lakosság változása | Lakosság változása | Lakosság változása | Lakosság változása | Lakosság változása | Lakosság változása | Lakosság változása | Lakosság változása |
| ------------------ | ------------------ | ------------------ | ------------------ | ------------------ | ------------------ | ------------------ | ------------------ | ------------------ | ------------------ | ------------------ | ------------------ | ------------------ | ------------------ | ------------------ | ------------------ |
| 1857               | 1869               | 1880               | 1890               | 1900               | 1910               | 1921               | 1931               | 1948               | 1953               | 1961               | 1971               | 1981               | 1991               | 2001               | 2011               |
| 121                | 91                 | 53                 | 68                 | 74                 | 65                 | 58                 | 91                 | 97                 | 101                | 74                 | 66                 | 66                 | 72                 | 59                 | 49                 |